# Pharodes ninnii
Pharodes ninnii – gatunek widłonoga z rodziny Chondracanthidae. Opisał go w 1882 roku włoski zoolog Sebastiano Richiardi, nadając mu nazwę Chondracanthus ninnii.